# Barringtonia terengganuensis
Barringtonia terengganuensis är en tvåhjärtbladig växtart som beskrevs av Pranom Chantaranothai. Barringtonia terengganuensis ingår i släktet Barringtonia och familjen Lecythidaceae. Inga underarter finns listade i Catalogue of Life.